# 第十七季超級籃球聯賽新人選秀會
2019年第17季SBL超級籃球聯賽新人選秀會為超級籃球聯賽（SBL）在第17季SBL開打之前舉辦的第13屆新人選秀會，於2019年8月30日舉行。本屆新人選秀會共有21人參與，最終有3人獲選，由張家禾成為選秀狀元。本屆新人選秀會3人獲選改寫第七季新人選秀會5人獲選的紀錄。

## 選秀結果
| →           | 順序一 | 順序二 | 順序三 | 順序四 | 順序五 |
| [ 1 ] [ 2 ] | 臺銀   | 九太   | 裕隆   | 璞園   | 台啤   |
| ----------- | ------ | ------ | ------ | ------ | ------ |
| 第一輪      | 張家禾 | 陳懷安 | 放棄   | 放棄   | 放棄   |
| 第二輪      | 劉人豪 | 放棄   | 不適用 | 不適用 | 不適用 |
| 第三輪      | 放棄   | 不適用 | 不適用 | 不適用 | 不適用 |

| 輪次 | 總順位 | 球員   | 位置 | 選中球隊 | 畢業/就讀學校    |
| ---- | ------ | ------ | ---- | -------- | ---------------- |
| 1    | 1      | 張家禾 | 後衛 | 臺灣銀行 | 國立臺灣藝術大學 |
| 1    | 2      | 陳懷安 | 後衛 | 九太科技 | 國立臺灣藝術大學 |
| 2    | 3      | 劉人豪 | 前鋒 | 臺灣銀行 | 國立臺灣大學     |

參考資料：

## 選秀報名
2019年8月22日，為本屆新人選秀會的報名截止日。8月23日，中華民國籃球協會宣佈共23人完成報名手續。8月30日，新人選秀會當天，王柏智宣佈加盟東南亞職業籃球聯賽（ABL）寶島夢想家。林明毅則未出席新人選秀會，最終21人參與新人選秀會：
- 郭東雄
- 陳維倫
- 詹軍
- 鄭皓為
- 張峻庭
- 李冠霆
- 高國強
- 呂威霆
- 杜譽城
- 莊又齊
- 袁加樂
- 張家禾
- 張健鑫
- 張幃翔
- 陳懷安
- 謝育政
- 辛祐廷
- 劉人豪
- 豐正凱
- 黃進傑
- 李得益

## 外部連結
- YouTube上的第17季 SBL超級籃球聯賽 新人選秀會
- (PDF). 中華民國籃球協會. 2019-08-08  [2021-08-11]. （原始内容 (PDF)存档于2021-07-24）.